# شورش میا
شورش میا (به ژاپنی: 宮騒動); شورشی بود که در اواسط دوره کاماکورا در سال ۱۲۴۶ توسط هوجو میتسوتوکی پسر ارشد هوجو توموتوکی، در ژاپن رخ داد. پدر وی سر خاندان خاندان هوجو (شاخه ناگوئه) بود. پس از مرگ زودهنگام شیکن (نایب‌السلطنه) چهارم هوجو تسونه‌توکی، میتسوتوکی به همراه شوگون قبلی کوجو یوریتسونه قصد براندازی شیکن جدید هوجو توکی‌یوری را داشت و شورش میا را انجام داد. بر اساس نوشته هوریاکوکانکی، میتسوتوکی مخالف شیکّن شدن هوجو توکی‌یوری بود و می‌گفت «من نوه هوجو یوشیتوکی (دومین شیکن) هستم اما توکی‌یوری فرزند نوهٔ وی است.»
در نهایت جناح شوگون قبلی کوجو یوریتسونه شکست خورد و یوریتسونه توسط توکی‌یوری از کاماکورا به کیوتو تبعید شد.
میتسوتوکی از خانه خود بیرون آمد و همراه برادرانش خود را تسلیم شیکن پنجم، توکی‌یوری کرد. اموال وی مصادره شد و وی به ولایت ایزو به مجازات تبعید فرستاده شد و نام فرزندان و نوه‌های وی از خاندان هوجو (شاخه ناگوئه) حذف شد و نام آنان به خاندان اماشی تغییر داده شد.
درگیری مابین توکوسو (شاخه اصلی خاندان هوجو) و برادران میتسوتوکی بعد از این نیز ادامه پیدا کرد تا در شورش ماه دوم دو برادر وی نیز به بهانه شورش کشته شدند.